# Miram
Miram (η Persei / η Per / 15 Persei / HD 17506) es una estrella en la constelación de Perseo. En China, junto a γ Persei, era conocida como Tien Chuen, «el barco celestial». De magnitud aparente +3,77, se encuentra a aproximadamente 1300 años luz del sistema solar. No es miembro del Cúmulo de Alfa Persei, el cual está situado a la mitad de distancia.
Miram es una supergigante naranja de tipo espectral K3Ib. Anteriormente catalogada como supergigante roja de tipo M3, su clasificación actual es más consecuente con su temperatura de 4300 K. 13 000 veces más luminosa que el Sol, la medida directa de su diámetro angular mediante interferometría permite evaluar su radio, 220 veces mayor que el radio solar y del mismo tamaño que la órbita terrestre. La velocidad de rotación medida es de 5,8 km/s, lo que implica un largo período de rotación igual o inferior a 5 años, si bien, dependiendo de la inclinación de su eje, podría ser notablemente inferior.
Estrella enormemente masiva, su masa está comprendida entre 9 y 11 masas solares —el valor exacto depende del estado evolutivo en el que se encuentre. Dicho valor entraña la posibilidad de que concluya sus días como una de las enanas blancas más masivas (con una masa de 1,4 masas solares), como una enana blanca de neón, e incluso que explote en forma de supernova.
Existen varias estrellas visualmente próximas a Miram que probablemente sólo están en la misma línea de visión. HD 237009, situada a casi medio minuto de arco de Miram, pudiera ser, sin embargo, una compañera real. De magnitud +8,51 y tipo A0, estaría separada al menos 11.500 UA de Miram si verdaderamente forma con ella un sistema binario.